# Pasqualino Biafora
Pasqualino Biafora (San Giovanni in Fiore, 17 giugno 1951) è un politico italiano.

## Biografia
Nel 1987 viene eletto deputato per la Democrazia Cristiana per la X legislatura. Contemporaneamente è consigliere comunale a San Giovanni in Fiore fra il 1990 e il 1991. Viene rieletto a Montecitorio anche alle elezioni del 1992. Dopo lo scioglimento della DC aderisce al CCD.
Alle elezioni politiche del 1994 è il candidato unitario al Senato del Polo del Buon Governo nel collegio uninominale di Corigliano Calabro, ottiene il 27,9% e non viene eletto.
Successivamente si avvicina a Forza Italia, con cui si candida alle elezioni regionali in Calabria del 2005, nella circoscrizione di Cosenza, senza risultare eletto.